# Caesar Rock
Caesar Rock est une île des Keys, archipel des États-Unis d'Amérique situé dans l'océan Atlantique au sud de la péninsule de Floride. Elle est située dans le parc national de Biscayne.